# Dove Creek
Dove Creek és una població dels Estats Units, seu del comtat de Dolores, a l'estat de Colorado. Segons el cens del 2000 tenia 698 habitants.

## Demografia
Segons el cens del 2000, Dove Creek tenia 698 habitants, 285 habitatges, i 202 famílies. La densitat de població era de 508,5 habitants per km².
Dels 285 habitatges en un 31,2% hi vivien nens de menys de 18 anys, en un 54,4% hi vivien parelles casades, en un 13% dones solteres, i en un 28,8% no eren unitats familiars. En el 26% dels habitatges hi vivien persones soles el 14,4% de les quals corresponia a persones de 65 anys o més que vivien soles. El nombre mitjà de persones vivint en cada habitatge era de 2,45 i el nombre mitjà de persones que vivien en cada família era de 2,93.
Per edats la població es repartia de la següent manera: un 26,6% tenia menys de 18 anys, un 7,9% entre 18 i 24, un 24,4% entre 25 i 44, un 22,3% de 45 a 60 i un 18,8% 65 anys o més.
L'edat mediana era de 39 anys. Per cada 100 dones de 18 o més anys hi havia 91 homes.
La renda mediana per habitatge era de 27.500 $ i la renda mediana per família de 32.813 $. Els homes tenien una renda mediana de 28.333 $ mentre que les dones 17.500 $. La renda per capita de la població era de 13.015 $. Entorn del 8,9% de les famílies i el 12,3% de la població estaven per davall del llindar de pobresa.

## Poblacions més properes
El següent diagrama mostra les poblacions més properes.